# Bell, Book & Candle
Bell, Book & Candle è un gruppo musicale tedesco divenuto famoso nel 1997 con la canzone Rescue Me (Let Your Amazement Grow), cantata in inglese.

## Componenti
- Jana Gross (voce)
- Andy Birr (voce, chitarra e batteria)
- Hendrik Röder (basso)

## Discografia
- 1997 Read My Sign
- 1999 Longing
- 2001 The Tube
- 2003 Prime Time
- 2005 Bigger

## Singoli
- 1997 Rescue Me (Let Your Amazement Grow)
- 1997 Heyo
- 1997 Read My Sign
- 1998 See Ya
- 1998 Bliss In My Tears
- 1999 Fire And Run
- 2001 Catch You
- 2001 In the witchin' hour
- 2001 On High
- 2005 Universe
- 2005 Alright Now
- 2006 Louise